# CAD (protéine)
Pour les articles homonymes, voir CAD.
La protéine trifonctionnelle CAD est une grosse protéine constituée d'une chaîne polypeptidique unique possédant trois activités enzymatiques distinctes :
1. EC 6.3.5.5 : carbamyl-phosphate synthétase II ;
2. EC 2.1.3.2 : aspartate carbamoyltransférase ;
3. EC 3.5.2.3 : dihydroorotase.

Elles assurent les trois premières étapes de la biosynthèse des pyrimidines :
1. 2 ATP + L-glutamine + HCO3− + H2O  {\displaystyle \rightleftharpoons }  2 ADP + phosphate + L-glutamate + carbamyl-phosphate ;
2. carbamyl-phosphate + L-aspartate  {\displaystyle \rightleftharpoons }  phosphate + N-carbamyl-L-aspartate ;
3. N-carbamyl-L-aspartate  {\displaystyle \rightleftharpoons }  (S)-dihydroorotate + H2O.

Cette protéine est régulée de manière post-traductionnelle par la cascade des MAP kinases et la voie mTORC1,, ce qui stimule la biosynthèse des pyrimidines pour maintenir la croissance des cellules. Chez l'homme, la protéine CAD compte 2 225 résidus d'acides aminés, pour une masse de 243 kDa, et est codée par le gène CAD, situé sur le chromosome 2.